# Holbæk Private Realskole
Holbæk Private Realskole er en privatskole i Holbæk. Skolen havde 591 i 2018 fordelt på klassetrinene 0.-10.
Skolen blev grundlagt som en privat pigeskole af Theodor S. Knuhtsen i 1846 under navnet ”Knuhtsens Institut for den højere qvindelig dannelse". I 1848 overtog Caroline Worsøe overtog stillingen som skolebestyrer og skolen flyttede til Smedelundsgade i Holbæk. Her blev skolen udvidet, så den nu også rummede 3 pigeklasser og 1 drengeklasse.
Holbæk Private Realskole lå førhen på Blegdammen 4, nu ligger skolen på Absalons vej 25, og der har den ligget siden 2005.
Tidligere minister og EU-kommissær Connie Hedegaard gik i skolen fra 1967 til 1976.